# Ágora de los Competaliastas
El Ágora de los Competaliastas (en griego: Ἀγορὰ τῶν Κομπεταλιαστών) es uno de los principales mercados de la isla de Delos, Grecia, que data del último cuarto del siglo II a. C. Sus ruinas forman parte del yacimiento arqueológico de Delos, declarado Patrimonio de la Humanidad por la Unesco.

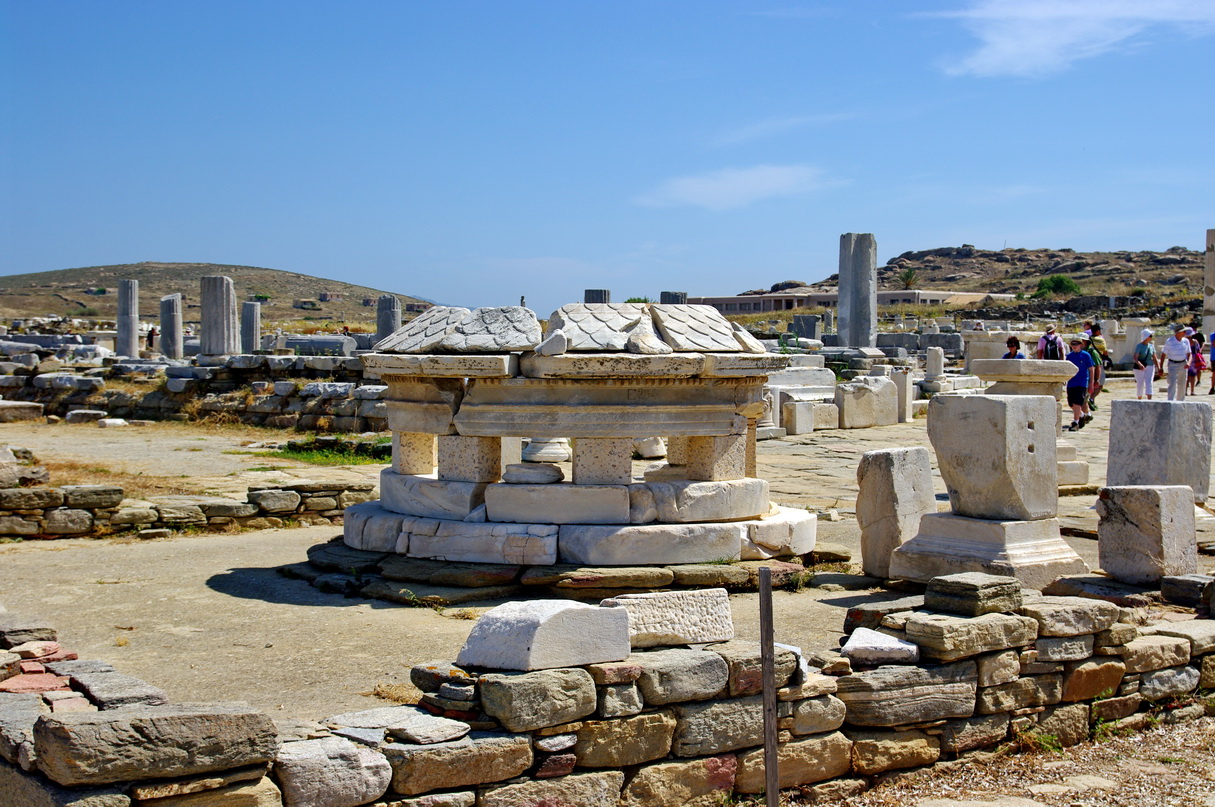
El ágora de los competaliastas.

El ágora se construyó en la época helenística, en torno a a. C. Originalmente, el ágora fue construida por una especie de gremio comercial de los libres y liberados llamado los Hermistas (Hermaistai). El ágora debe su nombre más conocido a un gremio similar llamado los Competaliastas (Kompetaliastai).La raíz de este nombre está en latín, y es posible que se tratara de un grupo de mercaderes procedentes de península itálica.
Estaba situada al sur del santuario de Apolo y Artemisa de Delos, cerca de la orilla occidental de la isla, aproximadamente a medio camino entre el llamado Puerto Sagrado y el puerto comercial. La zona del ágora también está cerca del actual muelle y de la entrada del yacimiento arqueológico de Delos, y es el primer lugar al que llegan los visitantes de la zona. En la antigüedad, el ágora separaba la zona sagrada de Delos de la comercial. En el centro de la plaza del mercado se encuentran las bases de mármol de un monumento cuadrado y de uno redondo, ambos dedicados a Hermes. 
Alrededor de estos dos monumentos se pueden ver los restos de muchos otros monumentos erigidos por comerciantes, capitanes de barco y banqueros. En la parte norte de este mercado se encuentra el Pórtico de Filipo y dos pequeños templos jónicos dedicados a Hermes. En las partes este y sur, se encuentran los restos de tiendas de la época dorada de este centro comercial helénico. El suelo está pavimentado con piedras de gneis y hay agujeros en las piedras donde habrían encajado los postes de las tiendas.
También se practicaba el culto de los Lares Compitales, importado de Italia. La plaza también estaba decorada con numerosas esculturas donadas por diversos gremios de practicantes, como hermas. Desde el Ágora partía hacia el norte la Vía Sagrada, que conducía al santuario de Apolo y Artemisa. Hacia el sur del Ágora se encontraba la llamada Vía del Teatro, que discurría por el barrio del Teatro hasta el Teatro.